# Craniella laminaris
Craniella laminaris är en svampdjursart som först beskrevs av George och Wilson 1919.  Craniella laminaris ingår i släktet Craniella och familjen Tetillidae. Utöver nominatformen finns också underarten C. l. symmetrica.